# St. Vitus (Altenfelden)

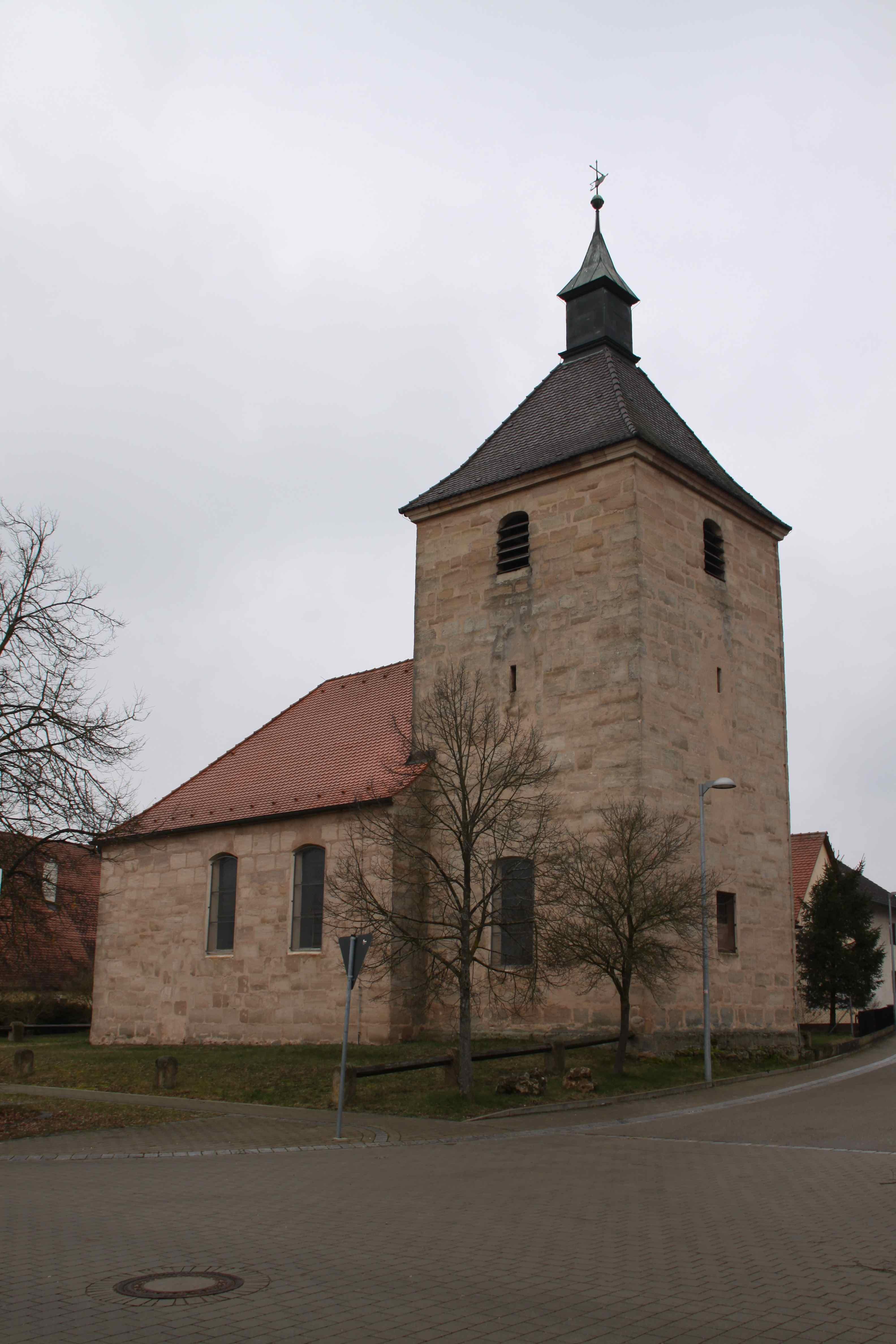
St. Vitus (Altenfelden)

Die römisch-katholische Filialkirche St. Vitus steht in dem Gemeindeteil Altenfelden des Marktes Allersberg im Landkreis Roth (Mittelfranken, Bayern). Schutzpatron der Kirche ist der Hl. Vitus.
Das denkmalgeschützte Bauwerk ist unter der Denkmalnummer D-5-76-113-39 als Baudenkmal in die Bayerische Denkmalliste eingetragen. Die Kirche gehört zur Pfarrei Maria Himmelfahrt Allersberg im Dekanat Roth-Schwabach des Bistums Eichstätt.

## Beschreibung
Das Mauerwerk von St. Vitus besteht aus Sandsteinquadern. 
Die unteren Geschosse des Chorturms der Saalkirche sind mittelalterlich. Sein Pyramidendach ist mit einer Laterne bekrönt. Das mit einem Satteldach bedeckte Langhaus aus Quadermauerwerk wurde Mitte des 18. Jahrhunderts an den Chorturm angefügt. Das oberste Geschoss des Turms beherbergt hinter den Klangarkaden den Glockenstuhl, in dem zwei Kirchenglocken hängen, die 1964 Friedrich Wilhelm Schilling gegossen hat.
Der Innenraum des Langhauses und des Chors, d. h. das Erdgeschoss des Turms, sind beide mit einer bemalten Flachdecke überspannt. Die Kirche ist mit zwei barocken Altären ausgestattet. Auf der Predella des Hochaltars, das von Statuen des Heiligen Michael und der Heiligen Ursula flankiert wird, ist der Heilige Vitus dargestellt. Die Seitenaltäre wurden zwischen 1785 und 1789 von Johann Adam Bittner gefertigt.